# Паломар 4
Паломар 4 — шаровое скопление в галактике Млечный Путь. Открыто в 1949 году Эдвином Хабблом и повторно в 1955 году А. Дж. Уилсоном. Расположено в 356 000 св. лет от Земли.
Это скопление находится дальше, чем галактики-спутники Магеллановы Облака и SagDEG.
Первоначально Паломар 4 считался карликовой галактикой и получил название Ursa Major Dwarf. Однако позднее было обнаружено, что это шаровое скопление.